# Umberto Urbani
Umberto Urbani, italijanski slavist, prevajalec, * 24. maj 1888, Koper, † 16. junij 1967, Trst.

## Življenjepis
Potrdil o njegovem srednje- ter visokošolskem izobraževanju ni moč najti, vendar naj bi se po lastnih besedah šolal v hrvaških zavodih, kjer se je seznanil s slovenščino, ter nadaljeval s študijem klasične filologije v Gradcu. V letih 1912–1913 je poučeval na hrvaški gimnaziji, leta 1914 pa je prišel v Trst. Leta 1915 je bil priveden pred vojno sodišče v Celovcu zaradi iredentizma, kmalu zatem poslan v internacijo v St. Michael pri Leobnu, leta 1917 pa na rusko fronto. Tam je zbolel in zato odšel na Madžarsko.
Leta 1918 se je vrnil v Trst ter začel sodelovati pri listu Piccolo. Bil je propagandni govornik organizacije Trento–Trieste za drugorodce ter kasneje dodeljen tiskovnemu in cenzurnemu uradu pri prefekturi v Trstu. V letih 1921–1925 je bil član okrajnega šolskega sveta v Postojni, prefekt pa ga je imenoval za komisarja v Košani (obenem je kot član fašistične stranke pisal v Mussolinijev Il popolo d'Italia). Po odpravi postojnske podprefekture se je leta 1929 vrnil v Trst, postal zaupnik Lege Nazionale, tajnik pri organizaciji Dante Alighieri ter se leta 1928 uradno preimenoval v Urbani (kar si je že prej prideval k priimku – rojen je bil namreč kot Umberto Urbanaz). Leta 1929 je bil dodeljen tudi k posvetovalni skupini za poitalijančevanje priimkov. 
Od 1931 do 1958 je kot profesor v Trstu poučeval srbohrvaški jezik na ekonomski in trgovski fakulteti, od 1943 do 1947 pa še slovenski jezik na filozofski fakulteti v Trstu. Po italijanski zasedbi Slovenije leta 1941 je prišel za nekaj časa tudi v Ljubljano. Kasneje se je odvrnil od fašizma in po letu 1945 sodeloval v projugoslovanskih listih Corriere di Trieste in Primorski dnevnik. Leta 1955 je v koprskem gledališču govoril o Danteju in Slovanih ter bil leta 1960 z Vladimirjem Bartolom gost slovenskega pisateljskega društva na Bledu.
Zadnja leta je moral prositi za denarne podpore, ker si zaradi različnih in nezanesljivih služb ni pridobil pravice do državne pokojnine. Publicistično delo Umberta Urbanija so s precejšnjo pozornostjo spremljali italijanski rojaki in Slovani, o katerih je tudi pisal; prejel je številna italijanska, češka, jugoslovanska in poljska odlikovanja.

## Delo
Urbani je objavil dve pesniški zbirki: Amaranti, kjer opeva Giuseppeja Tartinija, tripolijska bojišča, črnogorske matere (zraven je dodal tudi prevode srbohrvaških pesnikov), ter Ninfe d'Italia. 
Slovensko in druge slovanske kulture je raziskoval in populariziral s knjigami, kot sta vodnika (z vidno italijansko nacionalistično miselnostjo) Le grotte di Postumia in Postumia romana, ter prevodi iz slovenščine (Tavčarjevo Visoško kroniko, ki pa jo je v resnici prevedel I. Vouk – Urbani naj bi jo samo pregledal, ter Bevkovo Kresno nočjo – z navdušenim uvodom o pisatelju). 
Objavljal je članke o pisateljih, kot so Silvin Sardenko alias Alojzij Merhar, Alojz Gradnik, Ivo Vojnović, Petar Petrović Njegoš idr. Izdal je več učnih priročnikov in slovarjev, med drugim Scrittori jugoslavi I, II, v katerem zasledimo članke o Aškercu, Cankarju, Gradniku, Prešernu, Gregorčiču, Župančiču ter Mešku, ter dvojezičnega Piccolo mondo Sloveno – Mali slovenski svet (izšel je v zasedeni Ljubljani leta 1941), ki je vseboval sestavke o številnih slovenskih pesnikih in pisateljih, prevode njihovih del, pa tudi članke o slovenskem glasbenem življenju itd.
Urbani je svoje občudovanje slovenskega ljudstva večkrat javno poudaril, med drugim tudi v reviji Europa Orientale (Rim), kjer je zapisal, da se slovenski narod ponaša z večstoletno kulturo in slovstveno zgodovino.
S članki je Umberto Urbani sodeloval v različnih listih, zbornikih in enciklopedijah, s prevodi pa tudi v antologiji svetovne poezije Orfeo.

## O njem
- Zoltan Jan: Slovenska književnost v italijanskih antologijah jugoslovanskih književnosti po letu 1945. (COBISS)
- Zoltan Jan: Recepcija slovenske književnosti pri Italijanih: oblikovanje repertoarja in odmevi v javnosti 1945–1995, doktorska teza. (COBISS)